# 許楫
許楫（1433年—1492年），字公濟，四川眉州人，軍籍，四月初十日生，行三，治《詩經》，明朝政治人物。

## 生平
由國子生中式四川鄉試第十名舉人，年三十七歲中式成化五年己丑科會試第一百三十六名，第三甲第九十七名進士。官户部主事。

## 家族
曾祖許迎春；祖許宏道，號松屋；父許廉，字清夫；母周氏。慈侍下，妻周氏，兄相、霖、梅。

## 延伸阅读
[在维基数据编辑]